# Grand Prix Cycliste de Montréal 2023
Das Straßenradrennen Grand Prix Cycliste de Montréal 2023 war die 12. Austragung des kanadischen Eintagesrennens. Das Rennen fand am 10. September 2023 statt und war Teil der UCI WorldTour 2023.
Den Sieg sicherte sich der Brite Adam Yates (UAE Team Emirates), der sich sieben Kilometer vor dem Ziel auf der letzten Überfahrt der Côte Camillien-Houde gemeinsam mit Pavel Sivakov (Ineos Grenadiers) vom Hauptfeld absetzte und anschließend den Sprint gewann. Platz drei ging an Alex Aranburu (Movistar).

## Teilnehmende Mannschaften und Fahrer
Neben den 18 UCI WorldTeams gingen auch 4 UCI ProTeams und eine Auswahl des kanadischen Nationalteams an den Start. Für jedes Team waren sieben Fahrer startberechtigt, wobei die Mannschaften Jumbo-Visma und Astana Qazaqstan nur sechs Fahrer entsandten. Von den 152 Startern erreichten nur 60 das Ziel.
Mit Michael Matthews (Jayco AlUla), Diego Ulissi (UAE Team Emirates), Greg Van Avermaet (AG2R Citroën) und Tim Wellens (UAE Team Emirates)  starteten vier ehemalige Sieger des Rennens bei der 12. Austragung.
Zu den Favoriten zählen in erster Linie die bergfesten und endschnellen Klassiker-Spezialisten. Mit Julian Alaphilippe, Mauro Schmid (beide Soudal Quick-Step), Ben Healy, Neilson Powless, Magnus Cort Nielsen (alle EF Education-EasyPost), Marc Hirschi, Tim Wellens (beide UAE Team Emirates), Mattias Skjelmose Jensen (Lidl-Trek), Tiesj Benoot, Christophe Laporte (beide Jumbo-Visma), Michał Kwiatkowski, Ethan Hayter (Ineos Grenadiers), Matteo Jorgenson, Alex Aranburu (beide Movistar), Valentin Madouas (Groupama-FDJ), Matej Mohorič (Bahrain Victorious), Benoît Cosnefroy, Aurélien Paret-Peintre (beide AG2R Citroën), Victor Lafay (Cofidis), Andreas Leknessund (DSM-Firmenich), Maxim Van Gils (Lotto Dstny), Warren Barguil und Clément Champoussin (beide Arkéa-Samsic), sowie den Bergfahrern Adam Yates (UAE Team Emirates), Simon Yates (Jayco AlUla), Ben O’Connor (AG2R Citroën), Pello Bilbao, Jack Haig (beide Bahrain Victorious), Michael Woods (Israel-Premier Tech), Jai Hindley (Bora-hansgrohe), Ion Izagirre (Cofidis) und Ilan Van Wilder (Soudal Quick-Step) starteten gleich mehrere Siegesanwärter.
Im Falle eines Sprints aus einer größeren Gruppe galten Arnaud De Lie (Lotto Dstny), Biniam Girmay (Intermarché-Circus-Wanty) und Michael Matthews als endschnellste Fahrer.
| UCI WorldTeams | UCI WorldTeams        | UCI WorldTeams | UCI WorldTeams           | UCI WorldTeams | UCI WorldTeams     | UCI ProTeams | UCI ProTeams           | Nationalteams |
| -------------- | --------------------- | -------------- | ------------------------ | -------------- | ------------------ | ------------ | ---------------------- | ------------- |
| ACT            | AG2R Citroën Team     | GFC            | Groupama-FDJ             | ARK            | Team Arkéa-Samsic  | IPT          | Israel-Premier Tech    | Kanada        |
| ADC            | Alpecin-Deceuninck    | IGD            | Ineos Grenadiers         | DSM            | Team DSM-Firmenich | LDT          | Lotto Dstny            |               |
| AST            | Astana Qazaqstan Team | ICW            | Intermarché-Circus-Wanty | JAY            | Team Jayco AlUla   | TNN          | Team Novo Nordisk      |               |
| TBV            | Bahrain Victorious    | TJV            | Jumbo-Visma              | UAD            | UAE Team Emirates  | TUD          | Tudor Pro Cycling Team |               |
| BOH            | Bora-Hansgrohe        | LTK            | Lidl-Trek                |                |                    |              |                        |               |
| COF            | Cofidis               | MOV            | Movistar Team            |                |                    |              |                        |               |
| EFE            | EF Education-EasyPost | SOQ            | Soudal Quick-Step        |                |                    |              |                        |               |

## Streckenführung
Die Strecke, die um den Mont Royal hatte sich im Vergleich zum Vorjahr nicht verändert. Die Fahrer mussten einen 12,3 Kilometer langen Rundkurs im Uhrzeigersinn 18-mal befahren und legten so insgesamt 221,4 Kilometer zurück. Die Herzstücke des Rundkurses waren die Côte Camillien-Houde (212 m), Côte de Polytechnique (158 m) und der Anstieg der Avenue Pagnuelo (126 m), die auf jeder Runde einmal befahren wurden. Pro Runde wurden 269 Höhenmeter absolviert, womit das Rennen insgesamt 4842 Höhenmeter aufwies.
Nach dem Start und Zielbereich auf der Avenue du Parc in der Nähe des George-Étienne-Cartier-Monument führte die Strecke auf die Voie Camillien-Houde. Diese stieg über 1,8 Kilometer mit einer durchschnittlichen Steigung von 8 % an. Nach 2,1 gefahrenen Kilometern erreichten die Fahrer den höchsten Punkt und gelangten anschließend über die Chemin de la Côte-des-Neiges, Avenue Gatineau und Avenue Maréchal in die Nähe der Universität Montreal. Nach drei 90-Grad-Kurven und der Avenue Decelles begann die Straße auf der Chemin de la Tour wieder leicht zu steigen, ehe auf der Chemin de Polytechnique der zweite Anstieg nach 6,5 Kilometern überquert wurde. Dieser stieg im Schnitt mit 6 % über eine Länge von 780 Metern an. Nach einer schnellen Abfahrt auf der Chemin de la Ramp ging es über den Boulevard  Edouard Montpetit, die Avenue Vincent-d'Indy und die Chemine de la Côte-Sainte-Catherine zum letzten Anstieg. Dieser verlief auf der Avenue Pagnuelo, die für 534 Meter mit 7,5 % anstieg. Nachdem der letzte Anstieg nach 9,5 Kilometern überquert wurde, führte die Strecke über ein rund ein Kilometer langes Plateau auf dem Boulevard du Mont Royal, ehe es bergab auf die Avenue du Parc ging. Diese führte zunächst leicht bergab, ehe die letzten 500 Meter nach einer 180-Grad-Wende leicht bergauf ins Ziel führten.
|                       | km  | Länge (m) | Höhe (m) | Ø Steigung |
| --------------------- | --- | --------- | -------- | ---------- |
| Côte Camillien-Houde  | 2,1 | 1800      | 212      | 8 %        |
| Côte de Polytechnique | 6,5 | 780       | 158      | 6 %        |
| Pagnuelo              | 9,5 | 534       | 126      | 7,5 %      |

## Rennverlauf und Ergebnis
Der Start der 12. Austragung erfolgte bei regnerischen Wetterbedingungen, was mehrere Fahrer dazu veranlasste das Rennen bereits nach wenigen Kilometern aufzugeben. Gegen Ende der ersten Runde setzte sich Florian Vermeersch (Lotto Dstny) als Solist vom Hauptfeld ab und bestritt weite Teile des Rennens als einziger Ausreißer. Dahinter versuchten Manuele Boaro (Astana Qazaqstan) und Harrison Wood (Cofidis) zu dem Belgier aufzuschließen, was ihnen jedoch nicht gelang. Florian Vermeersch fuhr einen maximalen Vorsprung von rund fünf Minuten heraus, wobei in der Frühen Rennphase primär das Team Israel-Premier Tech die Nachführarbeit übernahm.
Sieben Runden vor Schluss mit rund 80 verbleibenden Kilometern erhöhten die Mannschaften Lidl-Trek und Groupama-FDJ das Tempo im Hauptfeld. Mit Daryl Impey (Israel-Premier Tech), Michał Kwiatkowski (Ineos Grenadiers), Biniam Girmay (Intermarché-Circus-Wanty) und Victor Lafay (Cofidis) gaben in den anschließenden Runden mehrere Mitfavoriten das Rennen auf, wobei es unterdessen zu regnen aufgehört hatte. Fünf Runden vor dem Ziel wurde mit Florian Vermeersch der einzige Ausreißer rund 55 Kilometer vor dem Ziel eingeholt. Eine Runde später griff sein Teamkollege Arnaud De Lie (Lotto Dstny) an, der zwei Tage zuvor den Grand Prix Cycliste de Québec für sich entscheiden hatte. Der junge Belgier wurde jedoch nach wenigen Kilometern wieder gestellt, ehe das UAE Team Emirates mit Rafał Majka das Tempo im Anstieg der Côte Camillien-Houde forcierte. Nun zerfiel die Hauptgruppe, wobei sie sich nach der abschließenden Abfahrt erneut formierte. Zwei Runden vor Schluss befanden sich noch rund 50 Fahrer im Hauptfeld, bevor es ein weiteres Mal in den Anstieg der Côte Camillien-Houde ging. Mit Neilson Powless (EF Education-EasyPost), Benoît Cosnefroy (AG2R Citroën), Christophe Laporte (Jumbo-Visma), Pello Bilbao (Bahrain Victorious), Jai Hindley (Bora-hansgrohe), Michael Matthews (Jayco AlUla), Julian Alaphilippe (Soudal Quick-Step) und Arnaud De Lie bekamen nun weitere Mitfavoriten Schwierigkeiten, wenn gleich einige von ihnen nach der Abfahrt wieder zum Hauptfeld aufschließen konnten, in dem Brandon McNulty (UAE Team Emirates) die Tempoarbeit gestaltete. 18 Kilometer vor dem Ziel griff Ben Healy (EF Education-EasyPost) im Anstieg der Côte de Polytechnique an, konnte sich jedoch nicht entscheidend absetzten. Kurz drauf setzte sich Michael Matthews vom Hauptfeld ab und ging mit wenigen Sekunden Vorsprung in die letzte Runde.
Nach der letzten Zieldurchfahrt wurde Michael Matthews auf den ersten Metern der Côte Camillien-Houde eingeholt. Der Australier fiel im Anschluss zurück und spielte im Kampf um den Sieg keine Rolle mehr. Im unteren Teil des Anstiegs hielt Brandon McNulty das Tempo weiter hoch, ehe sein Teamkollege Adam Yates (UAE Team Emirates) rund 10 Kilometer vor dem Ziel angriff. Einzig Pavel Sivakov (Ineos Grenadiers) folgte dem Antritt des Briten und schloss in der Abfahrt zu ihm auf, womit zwei Fahrer an der Spitze des Rennens fuhren. Mit rund 15 Sekunden Rückstand folgte eine zehnköpfige Verfolgergruppe in der Simon Yates (Jayco AlUla), Mattias Skjelmose Jensen (Lidl-Trek), Valentin Madouas (Groupama-FDJ), Marc Hirschi (UAE Team Emirates), Tiesj Benoot (Jumbo-Visma), Alex Aranburu (Movistar), Ben O’Connor (AG2R Citroen), Ion Izagirre (Cofidis), Simone Velasco (Astana Qazaqstan) und Julian Alaphilippe vertreten waren. In der Côte de Polytechnique griff Mattias Skjelmose Jensen an und konnte seinen Rückstand auf die beiden Spitzenreiter auf wenige Sekunden verkürzen. Der Däne schaffte es jedoch nicht die Lücke zu schließen, die auf den letzten Kilometern wieder deutlich anwuchs. Im Sprint setzte sich Adam Yates vor Pavel Sivakov durch, nachdem er rund 200 Meter vor dem Ziel von der zweiten Position angetreten war. Dahinter hatte sich nach zahlreichen Angriffen eine kleine Gruppe gebildet in der sich Alex Aranburu vor Valentin Madouas, Simone Velasco und Simon Yates durchsetzte und somit den dritten Platz belegte.
| Platz | Fahrer                   | Nation | Team                  | Zeit                   |
| ----- | ------------------------ | ------ | --------------------- | ---------------------- |
| 01.   | Adam Yates               | GBR    | UAE Team Emirates     | 5:54:02 h (37,52 km/h) |
| 02.   | Pavel Sivakov            | FRA    | Ineos Grenadiers      | + 0:03 min             |
| 03.   | Alex Aranburu            | ESP    | Movistar Team         | + 0:12 min             |
| 04.   | Valentin Madouas         | FRA    | Groupama-FDJ          | "                      |
| 05.   | Simone Velasco           | ITA    | Astana Qazaqstan Team | "                      |
| 06.   | Simon Yates              | GBR    | Team Jayco AlUla      | "                      |
| 07.   | Ben O’Connor             | AUS    | AG2R Citroën Team     | + 0:17 min             |
| 08.   | Ion Izagirre             | ESP    | Cofidis               | + 0:24 min             |
| 09.   | Mattias Skjelmose Jensen | DEN    | Lidl-Trek             | + 0:29 min             |
| 10.   | Marc Hirschi             | SUI    | UAE Team Emirates     | "                      |